# Кунгзандра
Кунгзандра (дзонґ-ке ཀ 􀰅 ན་བཟང་བྲག།, трансліт. kung bzang brag, латиніз. kungzandra) — буддійський монастир в гевоге Танг в Бумтангу (центральний Бутан). Знаходиться на висоті 3350 м у заглибленні в скелі, уздовж хребта, що упирається в долину річки Танг. Щоб дістатися до монастиря, потрібно півгодинний піший підйом від дороги вздовж долини.
Вважається, що в VIII століття Гуру Рінпоче і його учень Намкхе Ньїнгпо піднімалися на це місце для медитації. Монастир заснував тут Пема Лінгпа в 1488 році.
Монастир складається з приміщень для настоятелів монастиря і трьох храмів. У храмі Вакханг розташований тисячерукий і тисячоокий Авалокітешвара. У храмі Озерпхег знаходиться печера для медитації сина Пеми Лінгпа (Дава Г'єлцен). У храмі Кхандрома-лхаканг знаходиться позолочена статуя самого Пеми Лінгпа.